# Guillermo Cabrera Infante
Guillermo Cabrera Infante (Gibara, Holguín, Cuba, 22 de abril de 1929 - Londres, Inglaterra, 21 de febrero de 2005) fue un escritor y guionista cubano, quien tras exiliarse de su país obtuvo la ciudadanía británica. Recibió el Premio Cervantes 1997.

## Biografía
Escritor, periodista y crítico de cine.
En 1941 se traslada con su familia a La Habana y allí empieza a escribir, por lo que abandona sus estudios de Medicina y comienza a trabajar en diversos oficios, ingresando en 1950 en la Escuela de Periodismo de Cuba.
En 1951 funda la Cinemateca de Cuba junto a Néstor Almendros y Tomás Gutiérrez Alea, y lo dirige hasta 1956. Trabaja como crítico de cine con el seudónimo de G. Caín desde 1954, en el semanario Carteles, del que tres años más tarde es redactor-jefe. En 1959, tras el cambio político en Cuba, se le nombra director del Consejo Nacional de Cultura y, a la vez, subdirector del diario Revolución. Poco después es director del magazine cultural cubano Lunes de revolución, desde su fundación hasta su clausura en 1961
A los 19 años, escribió, producto de una apuesta, una parodia de El señor Presidente de Miguel Ángel Asturias, que llevó a Bohemia. Para su asombro, la revista la publicó (1948) y, según Cabrera Infante, “lo que ocurrió entonces, cambió mi vida definitivamente”.
Inició estudios de Medicina, que dejó para pasar a Periodismo en 1950, pues ya empezaba a descubrir que sus aficiones, la literatura y el cine, serían las pasiones a las que dedicaría su vida.
En 1952 los censores del régimen de Fulgencio Batista encontraron a Cabrera culpable de incorporar obscenidades en un cuento que había escrito ese año. Como castigo, se le prohibió publicar con su nombre, asunto que fue resuelto mediante el uso del seudónimo G. Caín, una contracción de sus apellidos. En 1954, se convirtió en crítico cinematográfico de la revista Carteles en la que firmaba con su seudónimo (que utilizaría posteriormente en algunos de sus guiones) y con la que colaboraría hasta 1960. En las postrimerías de la década del cincuenta, Cabrera Infante escribió la mayor parte de las historias que serían compiladas más tarde en Así en la paz, como en la guerra.
Se casó con Marta Calvo (1934) en 1953 y tuvo con ella dos hijas (Ana, en 1954 y Carola, en 1958). Sin embargo, cinco años más tarde conoció a la actriz cubana Miriam Gómez, con la que se casó el 9 de diciembre de 1961 tras divorciarse de su primera mujer. 
Tras la llegada al poder de Fidel Castro en 1959, Cabrera Infante, que había apoyado la Revolución cubana, fue nombrado director del Consejo Nacional de Cultura, ejecutivo del Instituto del Cine y subdirector del diario Revolución (actual Granma), encargándose de su suplemento literario, Lunes de Revolución, en el que pretendía llevar a cabo los sueños de libertad y desarrollo cultural de la revolución. Sin embargo, sus relaciones con el régimen pronto se deterioraron, debido al corto que Orlando Jiménez Leal y su hermano, Alberto "Sabá" Cabrera Infante (1933-2002), rodaron a finales de 1960. El corto P.M., el cual, sin una estructura definida, describía las maneras de divertirse de un grupo de habaneros durante un día de finales de 1960, fue prohibido al año siguiente por Castro. Estalló la polémica en las páginas de Lunes de Revolución, hasta que el suplemento fue suprimido (1961). La luna de miel de la revolución cubana con los intelectuales tocaba a su fin. En su discurso del 30 de junio de 1961 (Palabras a los intelectuales), Fidel Castro pronunció su célebre frase Dentro de la Revolución todo; contra la Revolución, nada. 
Cabrera Infante fue enviado a Bruselas en 1962 como agregado cultural de la embajada cubana. Durante su estancia en Bélgica, escribiría Un oficio del siglo XX (1963). Allí viviría con su segunda esposa, Miriam Gómez hasta 1965, cuando debido a la repentina muerte de su madre, vuelve a la isla. En Cuba fue retenido por el Servicio de Contrainteligencia durante cuatro meses, hasta que finalmente pudo salir hacia el exilio, llevándose a las dos hijas de su primer matrimonio. Cabrera Infante y su familia fueron a Madrid y luego a Barcelona. Sin embargo, las dificultades económicas y la negativa del régimen franquista a regularizar su situación le movieron a mudarse a Londres, donde se instaló definitivamente. La experiencia del breve retorno a su isla natal sería plasmada en su libro Mapa dibujado por un espía, publicado póstumamente en 2013.
En 1968 publicó en esa ciudad su primera novela de repercusión, Tres tristes tigres —TTT, como él la llamaba—, que originariamente se denominó Ella cantaba boleros. Se trataba de una versión, notablemente retocada, de su anterior trabajo Vista del amanecer en el trópico (premio Biblioteca Breve 1964 de Seix Barral). Se caracteriza por el uso ingenioso del lenguaje introduciendo coloquialismos cubanos y constantes guiños y referencias a otras obras literarias. En ella relata la vida nocturna de tres jóvenes en La Habana de 1958. En Cuba, la obra fue tildada de contrarrevolucionaria y Cabrera, expulsado de la Unión de Escritores y Artistas, fue calificado de traidor. Crítico implacable del régimen castrista, nunca regresó a Cuba y se negó a que sus obras Tres tristes tigres y La Habana para un infante difunto fueran publicados dentro de la línea de edición de emigrados del Ministerio de Cultura. 
A principios de los años 1970 se instaló en Hollywood para dedicarse al mundo del cine como guionista, con discreto éxito. Trabajó para la película Bajo el volcán, de John Huston, basada en la novela de Malcolm Lowry. Dos años más tarde colaboró muy de cerca con la investigadora y traductora de literatura latinoamericana Suzanne Jill Levine, quien, junto con Donald Gardner, tradujo Tres tristes tigres, que se publicó con el título de Three Trapped Tigers. En 1979 obtuvo la ciudadanía británica. Ese mismo año publica su segunda obra más reconocida, la novela autobiográfica La Habana para un infante difunto.
Ganó el Premio Cervantes en 1997 y en 2003, el Internacional de la Fundación Cristóbal Gabarrón en la categoría de Letras.
De salud delicada en sus últimos años, fue ingresado en el Chelsea and Westminster Hospital de Londres debido a una fractura de cadera. Allí contrajo una septicemia por la que falleció el 21 de febrero de 2005. La noticia de su muerte no fue recogida en Cuba.
Su estilo se caracteriza por los continuos retruécanos, paronomasias, agudezas, uso del hipérbaton y traslaciones idiomáticas, con los que intenta imitar el ritmo sincopado del jazz; por el dominio de los registros coloquiales de la lengua cubana, por un espléndido sentido del humor y por una gran cultura, manifiesta en la abundante intertextualidad de que hacen gala sus textos. 
En virtud de estos atributos, el crítico Enrico Mario Santí llegó a declarar que Cabrera Infante encarnaba, como ningún otro escritor, el estilo literario de la nación cubana, ya que su sentido del humor, el "choteo" cubano, reflejaba un modo de ser muy arraigado en la literatura y la vida de la isla. También Fernando Savater ha aludido a esta característica de su obra: "Guillermo Cabrera Infante ha cultivado en el más alto grado el sentimiento cómico de la vida: pero no como opuesto al sentimiento trágico, sino como una variante que lo agrava al purificarle del superfluo patetismo de la seriedad".
También es autor de poemas visuales. Su influencia es visible en la obra de autores de otras generaciones, como en  La guaracha del Macho Camacho del puertorriqueño Luis Rafael Sánchez o en Última rumba en La Habana del cubano Fernando Velázquez Medina.

## Después de su muerte
En 2009 aparecieron los primeros signos de una reconcilación de Cuba con el escritor, después de que los periodistas Elizabeth Mirabal y Carlos Velazco ganaran ese año el premio de ensayo de la Unión Nacional de Escritores y Artistas, cuya editorial publicó el texto —más de 300 páginas sobre la vida y trayectoria de Cabrera Infante desde su infancia en Gibara hasta que abandonó definitivamente la isla en 1965— en 2011. Reynaldo González, Premio Nacional de Literatura, opina al respecto "que el libro tiene valor entre otras razones porque 'es bueno que cada vez haya menos adentros y afueras' en la literatura cubana". Leonardo Padura sostiene, por su parte, que Cabrera Infante "es un indispensable de la cultura cubana", pues "tiene el gran mérito de haber convertido el lenguaje del habanero en lenguaje literario"; con independencia de las revelaciones que haga el ensayo en cuestión, el mero hecho de haber obtenido un premio oficial y ser publicado es un signo "positivo y reflejo de que poco a poco se vuelve a la normalidad".
Pero para el filósofo y narrador Fernando Savater, "esta publicación no es más que la típica jugada de los burócratas de las dictaduras moribundas, que intentan echar el lazo a escritores y artistas relevantes de la disidencia" y "fingen un reconocimiento tardío a sus méritos ensalzando sus logros creativos para mejor difuminar su oposición al régimen, que queda soslayado como algo circunstancial y menor". "Tal es la operación que pretenden hoy llevar a cabo los gestores del castrismo casi póstumo con la figura intelectual del autor que de modo más duradero, insobornable y consciente encarnó la denuncia de la dictadura caribeña: Guillermo Cabrera Infante", escribe Savater, que dice que en ese libro "lo más chocante no son las presencias, sino una gran ausencia". "Falta la voz esencial de la compañera constante y más intima colaboradora del escritor, Miriam Gómez. Cuantos conocimos a Guillermo no podemos recordarlo ni imaginarlo siquiera sin Miriam. Fue la primera lectora de todas y cada una de sus páginas, la destinataria de muchas y la mecanógrafa que puso en limpio la mayoría. Ahora es ella quien se encarga con amoroso cuidado de preparar para la edición sus obras póstumas, así como de gestionar el resto de sus escritos, tras haber rechazado ofertas sospechosamente generosas del oficialismo cubano, probablemente más deseoso de enterrar esos libros que le comprometen que de sacarlos a la luz. La ausencia de Miriam de esa tesis es más significativa, más devastadoramente significativa sobre ella que todos los testimonios recogidos allí". Savater concluye que la edición del citado ensayo "es el abrazo del oso, el abrazo doloso que el castrismo agonizante quiere dar a su incansable opositor para aprovecharse de su nombre".
En 2012, Galaxia Gutenberg/Círculo de Lectores comenzó a publicar las Obras completas de Cabrera Infante, que constarán de 8 o 9 tomos preparados por Toni Munné en estrecha colaboración con Miriam Gómez.

## Obras publicadas

### Novela
- Tres tristes tigres, Seix Barral, Barcelona,1967.
- La Habana para un infante difunto, Seix Barral, Barcelona, 1979.
- La ninfa inconstante, Galaxia Gutenberg, 2008 (publicación póstuma).

### Cuento
- Así en la paz como en la guerra, Ediciones R, La Habana, 1960. 
  - Incluye los cuentos "Un rato de tenmeallá"; "Las puertas se abren a las tres"; "Balada de plomo y yerro"; "Resaca"; "Josefina, atiende a los señores"; "Un nido de gorriones en un toldo"; "Mar, mar, enemigo"; "La mosca en el vaso de leche"; "En el gran ecbó"; "Cuando se estudia gramática"; "Jazz"; "Abril es el mes más cruel"; "Ostras interrogadas" y "El día que terminó mi niñez".
- Delito por bailar el chachachá, Alfaguara, Madrid, 1995. 
  - Incluye los cuentos "En el gran ecbó"; "Una mujer que se ahoga" y "Delito por bailar el chachachá".
- Todo está hecho con espejos: cuentos casi completos, Alfaguara, 1999. 
  - Incluye los cuentos "Mi personaje inolvidable"; "La voz de la tortuga"; "Josefina, atiende los señores"; "Visita de cumplido"; "Oceanía"; "Cuando leyendo a Catalina Ana Portera sobre la gran Gertrudis Piedra"; "Un día de ira"; "Darle vueltas a una ceiba"; "La duración del tiempo"; "Madre no hay más que una"; "Historia de un bastón y algunos reparos de Mrs. Campbell"; "Muerte de un autómata"; "Delito por bailar el chachachá"; "Listas"; "El fantasma del Cine Essoldo"; "Un jefe salvado de las aguas" y "La soprano vienesa".

### Crítica de cine
- Un oficio del siglo XX, Ediciones R, La Habana, 1963.
- Arcadia todas las noches, Seix Barral, Barcelona, 1978.
- Cine o sardina, Alfaguara, Madrid, 1997.

### Ensayo
- Puro humo (escrito originalmente en inglés con el título de Holy Smoke en 1985, Faber, London y Harper & Row, New York). Fue publicado en español en 2000, Alfaguara, Madrid.

### Memorias
- Cuerpos divinos, Círculo de Lectores-Galaxia Gutenberg, Barcelona, 2010 (publicación póstuma).
- Mapa dibujado por un espía, Círculo de Lectores-Galaxia Gutenberg, Barcelona, 2013, 396 págs (publicación póstuma).

### Artículos y volúmenes misceláneos
- Vista del amanecer en el trópico, Seix Barral, Barcelona, 1974. (Edición ilustrada por Federic Amat en Galaxia Gutenberg, 1998).
- O, Seix Barral, Barcelona, 1975
- Exorcismos de esti(l)o, Seix Barral, Barcelona, 1976.
- Mea Cuba, Alfaguara, Madrid, 1992. (También, Vuelta, México, 1993).
- Mi música extremada, Espasa Calpe, Madrid, 1996.
- Vidas para leerlas, Alfaguara, Madrid, 1998.
- El libro de las ciudades, Alfaguara, Madrid, 1999.

### Antologías
- Ella cantaba boleros, Alfaguara, Madrid, 1996. (Incluye una de las líneas narrativas de Tres tristes tigres publicada de manera independiente por sugerencia de los amigos de Cabrera Infante Mario Vargas Llosa y Javier Marías).
- Infantería, Fondo de Cultura Económica, México, 1999. (Preparada por Enrico Mario Santí y Nivia Montenegro).

### Obras completas en Galaxia Gutenberg
- El cronista de cine. Un oficio del siglo XX y otros escritos cinematográficos, Vol. I, Barcelona, 2012, 1536 pp.
- Mea Cuba antes y después. Escritos políticos y literarios, Obras Completas, Vol. II, Barcelona, 2015, 1300 pp.
- Habanidades (Tres tristes tigres y La Habana para un infante difunto),vol. III, Barcelona, 2016, 960 pp.
- Narrativa póstuma, vol. IV (aún no publicado).
- Escritos cinematográficos II, vol. V (aún no publicado).
- Ensayos literarios, vol. VI (aún no publicado).
- Miscelánea I. Lenguaje, viajes, ciudades, vol. VII (aún no publicado).
- Miscelánea II. Música, humo, variedades, vol. VIII (aún no publicado).

## Guiones cinematográficos
- Wonderwall, de Joe Massot; 1968[9]
- Vanishing Point, de Richard Sarafian; 1971 (la película es conocida en España como Punto límite: cero y en México como Carrera contra el destino)[10]
- Under the Volcano: el guion de Cabrera Infante, escrito en 1972, no llegó a ser rodado; en 1984 se estrenó la película Bajo el volcán, de John Huston, basada en novela homónima de Malcolm Lowry, pero con guion de Guy Gallo.
- La ciudad perdida, 2005; dirigida y protagonizada por Andy García y ambientada en la Cuba pre y posrevolucionaria.

## Traducciones
- Dublineses, de James Joyce, 1972.

## Premios y reconocimientos
- Premio Biblioteca Breve 1964 por Vista de amanecer en el trópico, novela que se convertiría después en la novela Tres tristes tigres (nada que ver con el libro de viñetas del mismo título que publicaría diez años más tarde).
- Premio Cervantes 1997.
- Premio Internacional de la Fundación Cristóbal Gabarrón 2003, categoría Letras.

| Predecesor: José García Nieto | Premio Miguel de Cervantes 1997 | Sucesor: José Hierro |

| Predecesor: Los albañiles (Vicente Leñero) | Vista de amanecer en el trópico (luego Tres tristes tigres (novela)) Premio Biblioteca Breve 1964 | Sucesor: Cambio de piel (Carlos Fuentes) |